# Klaus Götze

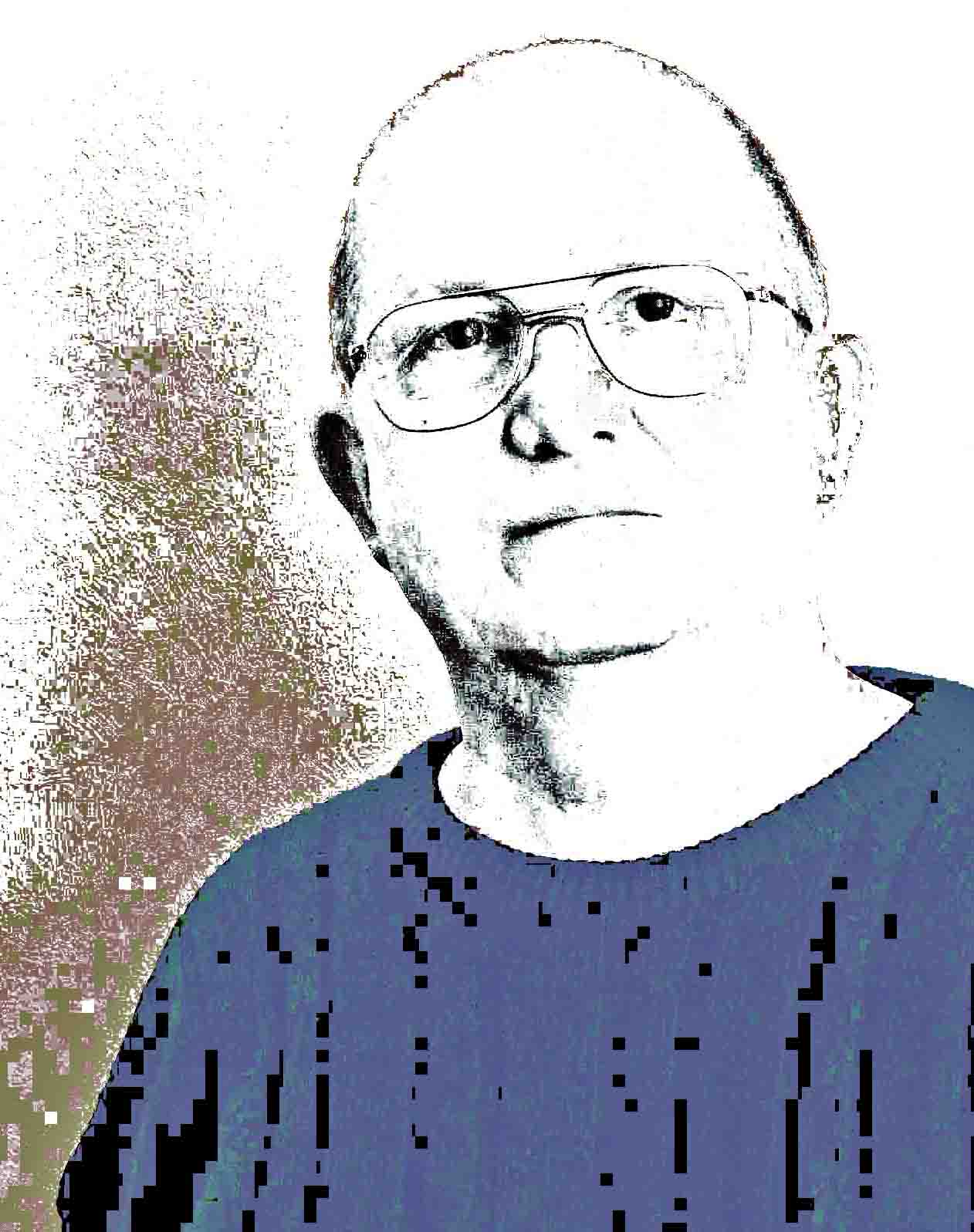
Klaus Götze

Eberhard Klaus Götze (* 1940 in Dresden) ist ein deutscher Fotograf, Fotodesigner und Buchillustrator.

## Leben
Von 1956 bis 1959 absolvierte Klaus Götze eine Ausbildung zum Reproduktionsfotografen für Offsetdruck. Es folgte von 1961 bis 1966 ein Studium an der Hochschule für Grafik und Buchkunst Leipzig, Abt. Fotografik bei Heinz Föppel. Von 1967 bis 2002 war Götze freiberuflich als Fotograf und Fotodesigner tätig. Seit 1967 war er Mitglied des Verbandes Bildender Künstler der DDR (VBK-DDR), ab 1990 Mitglied im Bund Deutscher Grafik-Designer (BDG). Zur DDR-Zeit war er vorwiegend als Fotograf für die Exportwerbung der Investitionsgüterindustrie (Großkücheneinrichtungen, Stahlhochbau, Landmaschinentechnik) sowie mit Farbfotografiken für das DDR-Fernsehen, Kalender und Bildmappen beschäftigt.
1982 nahm er an der IX. Kunstausstellung der DDR in Dresden teil, 1974 und 1985 an der Bezirkskunstausstellung Dresden.
Bekanntheit erlangte er durch die in mehrere Sprachen übersetzten Fabeln, die er zusammen mit Hannelore Wegener im Karl Nitzsche Verlag veröffentlichte. Diesem Titel folgte eine Reihe weiterer Märchenbücher (mit Beschäftigungsbeilagen). Zusammen mit Hannelore Wegener verfasste er auch Bastelbücher.

## Publikationen
- Hannelore Wegener, Klaus Götze: Fabeln. Verlag Karl Nitzsche, Niederwiesa 1967, OCLC 20806341.[1]
  - Die Geschichte von dem kleinen Muck. 1971.
  - Das tapfere Schneiderlein. 1972.
  - Till Eulenspiegel. 1973.
  - Schneeweißchen und Rosenrot. 1975, OCLC 831000256.
  - Von der Bohne, die bis zum Himmel reichte. 1978.
  - Sechse kommen durch die ganze Welt. 1979, ISBN 3-7422-0007-0.
  - Das Waldhaus. 1980, ISBN 3-7422-0012-7 (6. Auflage 1990).
  - Hänsel und Gretel. 1987, ISBN 3-7422-0026-7 OCLC 179282187.
  - Rotkäppchen. 1988, ISBN 3-7422-0066-6.
- Hannelore Wegener, Klaus Götze: Wir modellieren. Verlag Karl Nitzsche, Niederwiesa 1989, ISBN 3-7422-0065-8.
- Hannelore Wegener, Klaus Götze: Salzteig. Verlag Karl Nitzsche, Niederwiesa 1990, ISBN 3-7422-00-84-4.
- Wandkalender 1981 für den Offset-Druckmaschinenhersteller VEB Planeta Radebeul.
- Broschüre Deutsches Hygienemuseum Moulagen. Dresden 1993, ISBN 3-86043-050-5.
- Walter Werner, Eberhard Wächtler: Gedrechselte Geschichte. Sächsisches Druck- und Verlagshaus, Dresden 2002, ISBN 3-933442-33-8.
- Gerhard Trost, Klaus Götze: Kleine Eisenbahn ganz raffiniert. URANIA Verlag, Leipzig  1970, OCLC 831080560.[2]
- Martin Schretzenmayr: Der Wald. URANIA Verlag, Leipzig 1972.
- Gerhard Trost: Die Modelleisenbahn 2. transpress Verlag, Leipzig 1976.